# آرکتیکوگل
آرکتیکوگل (روسی: Арктикуголь) شرکت معدن روس است، که در سال ۱۹۳۱ تأسیس شد.